# 引喩
引喩（いんゆ、英: allusion）とは、有名な人、場所、出来事、文学作品、芸術作品などを直に述べるか、それらについて言及する修辞技法のこと。

## 概略
引喩代入の歴史は古く、ヘレニズム期のカリマコスの詩、古代ローマのウェルギリウスの『農耕詩』、アレキサンダー・ポープの『髪盗人』、近現代ではT・S・エリオットの『荒地』（The Waste Land）がとくに有名である。
引喩は比較的短い分量で、読者・聴衆があらかじめ持っていた、ある話題に関連する概念または感情を引き出すので、経済的な修辞技法といえる。ただし、それが理解できるのは、読者・聴衆に問題になっている隠された言及についての事前知識がある場合で、そうでない場合、つまり読者・聴衆が作者の意図を読み取ることができない場合には、ただの装飾的技法にしかならない。
たとえば、T・S・エリオットの詩が「引喩的」と言われるのは、そこに言及された人名、場所、イメージが事前知識のみで理解されるからである。一方、ジェイムズ・ジョイスの『フィネガンズ・ウェイク』（1939年）も濃密な引喩的作品だが、理解しがたく、『A Skeleton Key to Finnegans Wake』（1944年）という謎解き本も出ている。
「引喩」という言葉は文学用語だが、映画や美術といった文学以外への間接的な言及までも含む。ただし映画批評の分野で、他の映画への言葉を伴わない意図的な視覚的言及は「引喩」でなくオマージュと呼ばれる。
現実の出来事が、昔起こった出来気をはっきりと思い出させる時には、それすらも引喩的な含みを持っているように感じられることもある。